# Shane Rose
Shane Rose (24 de abril de 1973) é um ginete australiano, especialista no CCE, medalhista olímpico por equipes.

## Carreira
Shane Rose na Rio 2016 competiu no CCE por equipes, conquistando a medalha de bronze montando CP Qualified, ao lado de Sam Griffiths, Stuart Tinney e Chris Burton. 